# Campionati tedeschi orientali di bob
I campionati tedeschi orientali di bob erano una competizione sportiva che si teneva nella Repubblica Democratica Tedesca (DDR) in cui si assegnavano i titoli nazionali tedeschi orientali nelle specialità del bob a due e bob a quattro uomini. Si sono disputati con cadenza annuale dal 1951 al 1989, in contrapposizione ai campionati tedeschi occidentali, analoga manifestazione che si disputava nella Repubblica Federale Tedesca. In seguito alla riunificazione della Germania, il campionato è tornato ad essere unico.

## Albo d'oro

### Bob a due uomini

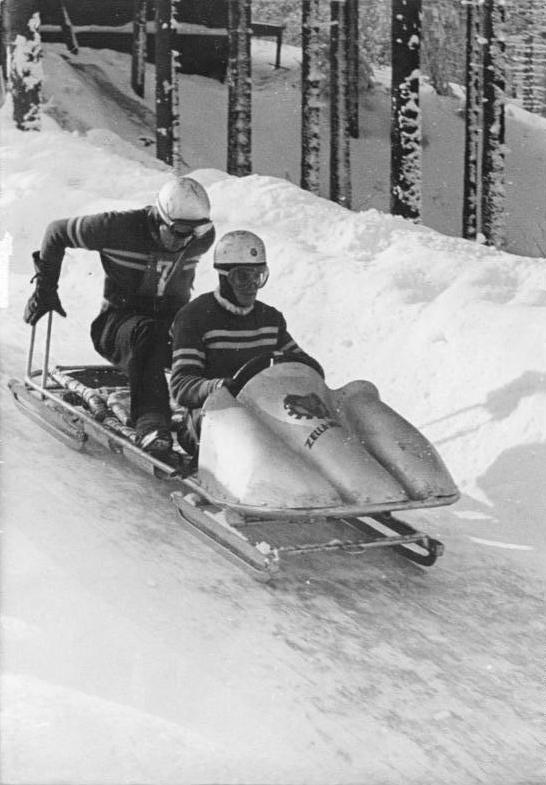
Horst Albrecht e Horst Kummer ai campionati del 1956 a Oberhof

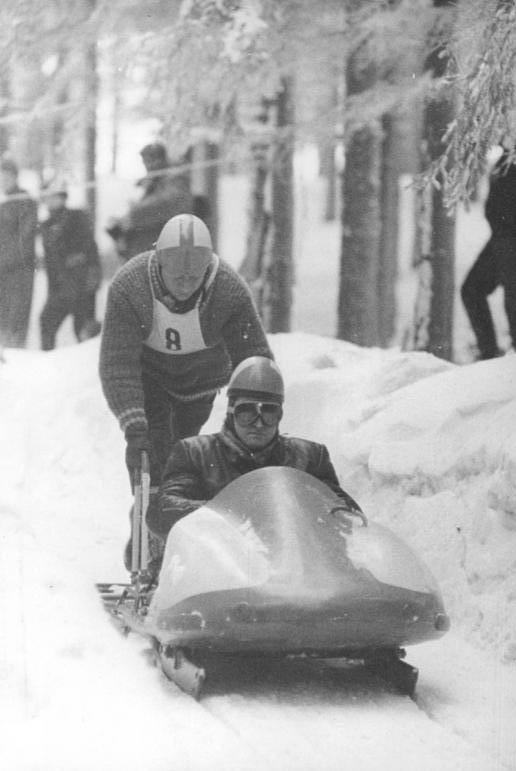
equipaggio in partenza ai campionati del 1963 a Friedrichroda

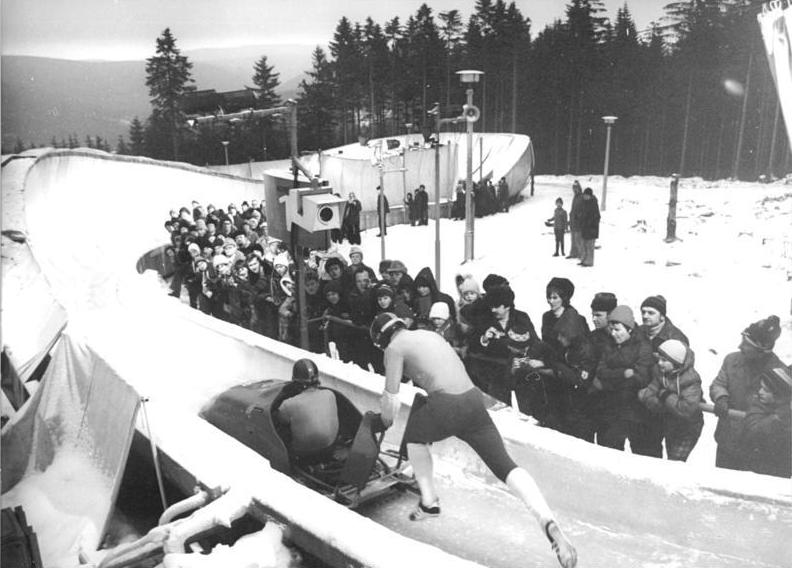
Bernhard Lehmann e Matthias Trübner in partenza ai campionati del 1977 a Oberhof

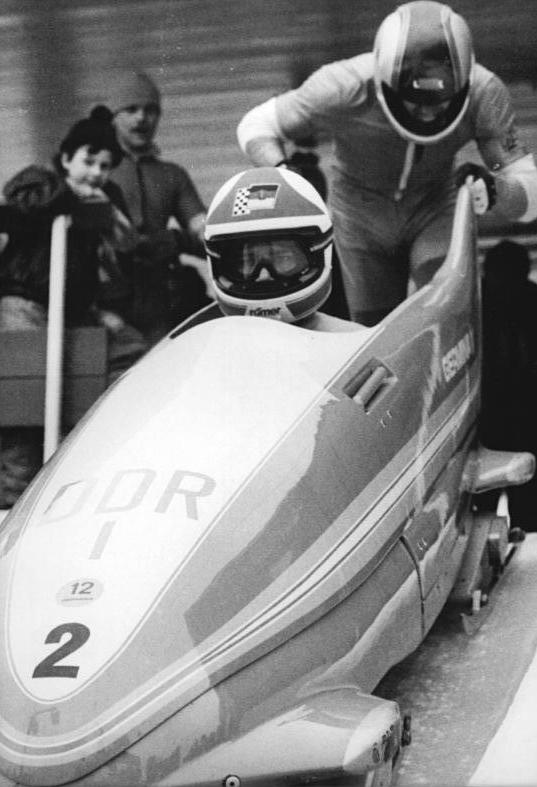
Wolfgang Hoppe e Dietmar Schauerhammer, campioni nazionali a Oberhof nel 1985

| Anno      | Luogo         | Oro                                                | Argento       | Bronzo        |
| --------- | ------------- | -------------------------------------------------- | ------------- | ------------- |
| 1951      | Oberhof       | Erich Hansen Oswald Schelter Germania Est          |               |               |
| 1952      | Oberhof       | Erich Hansen Oswald Schelter Germania Est          |               |               |
| 1953      | Oberhof       | Helmut Schuchardt Heinz Schuchardt Germania Est    |               |               |
| 1954      | Oberhof       | Helmut Schuchardt Heinz Schuchardt Germania Est    |               |               |
| 1955      | Oberhof       | Kurt Kreusel Martin Wiegand Germania Est           |               |               |
| 1956      | Oberhof       | Oskar Winkler Werner Geinitz Germania Ovest        |               |               |
| 1957-1958 | non disputato | non disputato                                      | non disputato | non disputato |
| 1959      | Oberhof       | Kurt Kreusel Martin Wiegand Germania Est           |               |               |
| 1960      | Oberhof       | Alfred Bindseil Hans Schulze Germania Est          |               |               |
| 1961      | non disputato | non disputato                                      | non disputato | non disputato |
| 1962      | Oberhof       | Heft John Germania Est                             |               |               |
| 1963      | Friedrichroda | Heft John Germania Est                             |               |               |
| 1964      | non disputato | non disputato                                      | non disputato | non disputato |
| 1965      | Oberhof       | Alfred Bindseil Hans Schulze Germania Est          |               |               |
| 1966-1967 | non disputato | non disputato                                      | non disputato | non disputato |
| 1968      | Friedrichroda | Heft John Germania Est                             |               |               |
| 1969      | Oberhof       | Heft John Germania Est                             |               |               |
| 1970      | Friedrichroda | Heft John Germania Est                             |               |               |
| 1971      | Oberhof       | Reps Graczyk Germania Est                          |               |               |
| 1972-1973 | non disputato | non disputato                                      | non disputato | non disputato |
| 1974      | Oberhof       | Peter Kirchner Ebersbach Germania Est              |               |               |
| 1975      | Oberhof       | Meinhard Nehmer Bernhard Germeshausen Germania Est |               |               |
| 1976      | Oberhof       | Horst Schönau Horst Bernhardt Germania Est         |               |               |
| 1977      | Oberhof       | Horst Schönau Harald Seifert Germania Est          |               |               |
| 1978      | Oberhof       | Horst Schönau Harald Seifert Germania Est          |               |               |
| 1979      | Oberhof       | Horst Schönau Andreas Kirchner Germania Est        |               |               |
| 1980      | Oberhof       | Bernhard Germeshausen Bogdan Musiol Germania Est   |               |               |
| 1981      | Oberhof       | Horst Schönau Andreas Kirchner Germania Est        |               |               |
| 1982      | Oberhof       | Horst Schönau Andreas Kirchner Germania Est        |               |               |
| 1983      | Oberhof       | Horst Schönau Andreas Kirchner Germania Est        |               |               |
| 1984      | Oberhof       | Bernhard Lehmann Bogdan Musiol Germania Est        |               |               |
| 1985      | Oberhof       | Wolfgang Hoppe Dietmar Schauerhammer Germania Est  |               |               |
| 1986      | Altenberg     | Wolfgang Hoppe Dietmar Schauerhammer Germania Est  |               |               |
| 1987      | Altenberg     | Detlef Richter Bogdan Musiol Germania Est          |               |               |
| 1988      | Altenberg     | Wolfgang Hoppe Bogdan Musiol Germania Est          |               |               |
| 1989      | Altenberg     | Detlef Richter Bogdan Musiol Germania Est          |               |               |

### Bob a quattro uomini

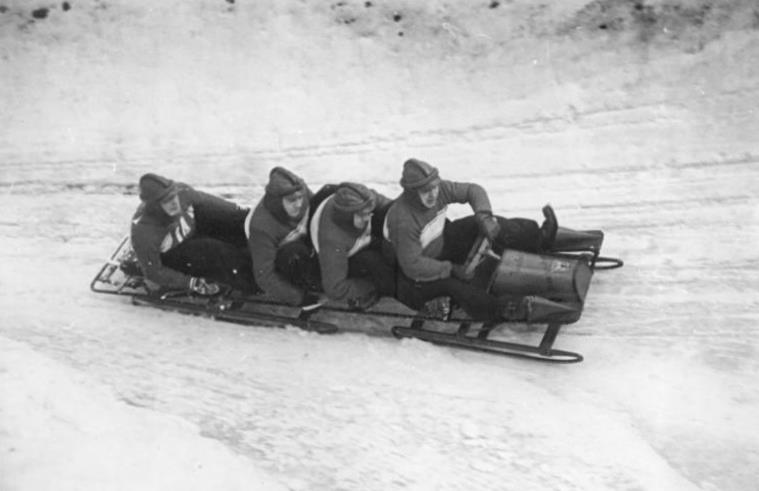
Equipaggio in gara a Oberhof nel 1951, durante la prima edizione dei campionati

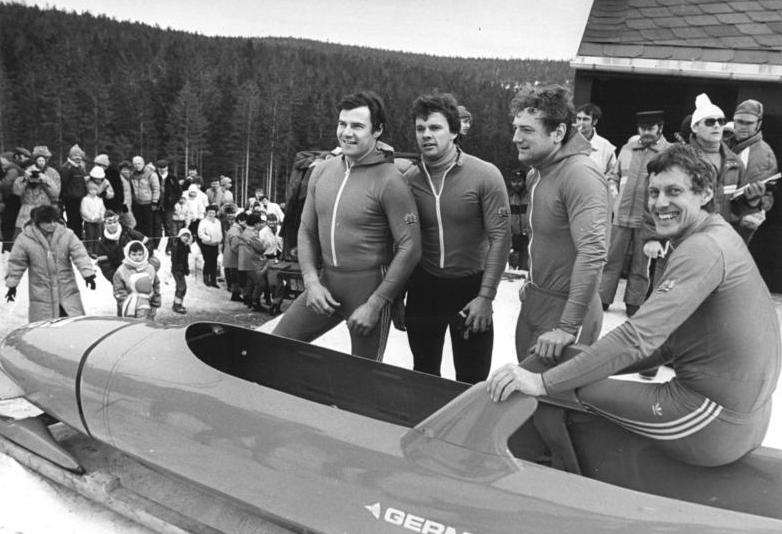
Wolfgang Hoppe, Bogdan Musiol, Ingo Voge e Dietmar Schauerhammer, campioni nazionali nel 1987 a Oberhof

| Anno      | Luogo         | Oro                                                                         | Argento       | Bronzo        |
| --------- | ------------- | --------------------------------------------------------------------------- | ------------- | ------------- |
| 1951      | Oberhof       | Erich Hansen Karl-Heinz Kirchner Hans Feist Oswald Schelter Germania Est    |               |               |
| 1952      | Oberhof       | Erich Hansen Heinrich Beyreis Johann Larisch Oswald Schelter Germania Est   |               |               |
| 1953      | Oberhof       | Erich Hansen Karl-Heinz Kirchner Hans Feist Oswald Schelter Germania Est    |               |               |
| 1954      | Oberhof       | Helmut Schuchardt Gerhard Brand Hans Becker Heinz Schuchardt Germania Est   |               |               |
| 1955      | Oberhof       | Helmut Schuchardt Gerhard Brand Hans Becker Heinz Schuchardt Germania Est   |               |               |
| 1956      | Oberhof       | Kurt Kreusel Kurt Koch Helmut Saal Martin Wiegand Germania Est              |               |               |
| 1957-1958 | non disputato | non disputato                                                               | non disputato | non disputato |
| 1959      | Oberhof       | Helmut Schuchardt Gerhard Brand Werner Ludwig Heinz Schuchardt Germania Est |               |               |
| 1960-1986 | non disputato | non disputato                                                               | non disputato | non disputato |
| 1987      | Altenberg     | Wolfgang Hoppe Bogdan Musiol Ingo Voge Dietmar Schauerhammer Germania Est   |               |               |
| 1988      | Altenberg     | Wolfgang Hoppe Bogdan Musiol Ingo Voge Dietmar Schauerhammer Germania Est   |               |               |
| 1989      | Altenberg     | Harald Czudaj Axel Weber Tino Bonk Axel Jang Germania Est                   |               |               |